# Funzione monetaria
La funzione monetaria è un ruolo esclusivo svolto dalle banche.
Consiste essenzialmente nella possibilità di utilizzare i loro debiti come moneta. Questo non è possibile per nessuna società, ma per le banche sì: detenendo un deposito possiamo utilizzare direttamente il denaro che vi è versato, non siamo obbligati a prelevare e poi utilizzare i soldi.
Questo dà la possibilità alla banca di declinare il suo debito in vari mezzi di pagamento: carte di credito, assegni, ecc. Questa è quella che viene chiamata funzione qualitativa. Una seconda conseguenza è che la banca può modulare la quantità di moneta nel sistema. L'unione di queste due cose consente di non considerare il rischio societario in una transazione: colui che fornisce la prestazione al momento del pagamento ha come rischio solo l'insolvenza del cliente, mentre la solvibilità della banca è data per scontata.
| Controllo di autorità | GND (DE) 4130376-3 |